# آیس لا فاکس
آیس لا فاکس (انگلیسی: Ice La Fox؛ زاده ۲۸ فوریهٔ ۱۹۸۳) یک بازیگر پورنوگرافی اهل ایالات متحده آمریکا است.